# Benkelman-Balken

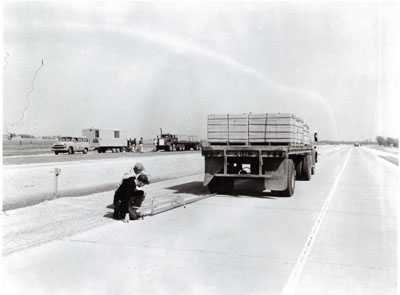
Messung der Tragfähigkeit der Straße mit einem Benkelman-Balken im Zuge des AASHO Road Test 1958

Der Benkelman-Balken ist ein Messgerät im Straßenbau, mit dessen Hilfe die Tragfähigkeit einer Straßenbefestigung ermittelt werden kann. Die Messmethode beruht darauf, dass infolge einer Radlast eine Einsenkung auf der Fahrbahnoberfläche erzeugt wird und nach Entfernen der Radlast wieder zurückfedert.

## Messverfahren
Auf die zu untersuchende Fläche (Messpunkt) wird ein zweiachsiger Lkw mit zwillingsbereifter Hinterachse gefahren (Regelradlast 50 kN). Zwischen die Zwillingsreifen eines Rades wird der Tastarm des Benkelman-Balkens auf die Fahrbahnoberfläche gelegt und der Messwert festgehalten. Anschließend bewegt sich der Lkw fünf Meter vorwärts und der Messwert des Benkelman-Balkens wird erneut abgelesen. 

## Ergebnisse
Aus der Differenz beider Messwerte ergibt sich die maximale Rückfederung. Dabei muss allerdings immer die Oberflächentemperatur berücksichtigt werden und die Messergebnisse ggf. auf 20 °C korrigiert werden. Neben der maximalen Rückfederung lässt sich aus den Messungen auch die Einflusslinie der Einsenkung ermitteln. In diesem Fall wird die Messung elektronisch ausgeführt und innerhalb sehr kurzer Abstände aufgezeichnet, während sich das Fahrzeug vom Messpunkt entfernt.